# Biserica „Cuvioasa Paraschiva” din Ighiel

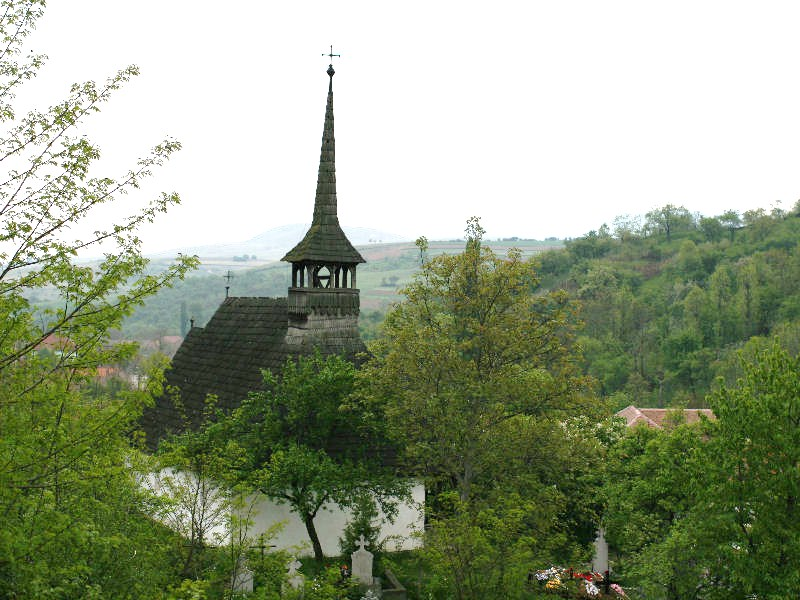
Biserica „Cuvioasa Paraschiva” din Ighiel ridicată din piatră în stilul bisericilor de lemn

Biserica „Cuvioasa Paraschiva” din Ighiel, județul Alba, datează din anul 1781 . Biserica se află pe noua listă a monumentelor istorice sub codul LMI 2010:  AB-II-m-B-00235.